# Rentadors-font
Els rentadors-font són uns safareigs de Vilalba dels Arcs (Terra Alta) inclosos a l'Inventari del Patrimoni Arquitectònic de Catalunya.

## Descripció
Els rentadors estan situats als afores de la vila. Estan delimitats per un llarg mur de carreus en angle recte, motllurat a la seva part superior. A l'angle hi ha el cos del sortidor principal i l'escut de la vila, on es veu dues torres i un estel de sis puntes, sota un arc de mig punt adovellat. Una canalització de carreus distribuïa l'aigua a dos rentadors que tenen forma rectangular i unes lloses de pedra amb pendent.